# ダニエル・ドーソン
ダニエル・ドーソン（Daniel Dawson、男性、1977年10月15日 - ）は、オーストラリアのキックボクサー、プロボクサー。西オーストラリア州カルグーリー出身。「The Rock(岩)」の異名通りの頑丈な身体と拳に加え、「豪州最強のテクニシャン」と評される技術を誇る。
元PABAスーパーウェルター級スーパー王者。元WBA・IBF世界ミドル級王者ダニエル・ゲールや元WBO世界スーパーウェルター級王者セルゲイ・ジンジラクとの対戦経験があるがいずれも敗れている。
ボクサーとしては2013年9月20日にWBF世界スーパーウェルター級王座を獲得しマイナーながら世界王座を獲得しているが、主要4団体（WBA、WBC、IBF、WBO）の世界王座の獲得経験は無い。
地域王座としてはPABAスーパーウェルター級王座を4度獲得し、2012年8月17日にはPABAからスーパー王座に認定されている。
キックボクサーとしては獲得時期は不明だがWMTA世界スーパーウェルター級王座とISKAムエタイ世界スーパーウェルター級王座の2冠王であった。2001年7月15日にはシェイン・チャップマンに勝利しJudgement Day Super 8で優勝している。
日本ではシュートボクシングへの参戦で知られるようになった。かつてはルンピニー・スタジアムのジュニアミドル級8位にランク入りしたこともある。

## 来歴
最初に習い始めた格闘技はテコンドー。その後、キックボクシングに転向。

### キックボクシング
1999年5月23日、XPLOSION 1にてジョン・ウェイン・パーと対戦し、判定負け。
2000年4月2日、メルボルンでのJudgement Day Super 8にてジョン・ウェイン・パーと再戦し、延長判定勝ち。
2001年1月12日、Wolf Revolution 〜Second Wave〜で初来日。小比類巻貴之と対戦し、判定勝ち。
2001年7月8日、X-PLOSION ON JUPITERにて緒形健一に3RTKO勝ち。
緒形戦から1週間後の7月15日、Judgement Day II "Super 8 Eliminator"の1DAYトーナメントでアンドリュー・コーグ、サム・ソリマン、シェイン・チャップマンに勝利して優勝。
2002年7月7日、シュートボクシング「S-cup 2002」に参戦。1回戦で後藤龍治に判定勝ちするも、右膝の靭帯を負傷。準決勝で鄭裕蒿（ジョン・イーゴ）と対戦するも、ローキックを受けた際に膝を悪化させタオル投入によるTKO負け。
2003年11月18日、K-1初参戦となったK-1 WORLD MAX 2003 〜世界王者対抗戦〜で小次郎と対戦し、判定勝ち。
2006年11月3日、シュートボクシング「S-cup 2006」に参戦。1回戦でヴァージル・カラコダに判定勝ちするも、準決勝でアンディ・サワーに判定負け。
2007年4月4日、K-1 WORLD MAX 2007 〜世界最終選抜〜にてジョーダン・タイに判定勝ち。
2007年6月22日、XPLOSION 16 Super Fightsにてブルース・マクフィーから3度のダウンを奪って3RKO勝ち。
2008年3月3日、NO RESPECT 4でのA1世界ミドル級タイトルマッチでマイク・ザンビディス。優勢に戦っていたが、不可解な僅差判定負け。
2008年10月24日、No Contest Thai Boxing Challenge 08でブルース・マクフィーと再戦し、判定負けでリベンジを許す。

### ボクシング
2002年11月9日、プロデビュー。
2003年4月14日、パースのノースブリッジでフランク・マルザーノと西オーストラリア州スーパーウェルター級王座決定戦を行い、7回TKO勝ちを収め王座を獲得した。
2003年6月13日、オーバーン・シティのオーバーン・RSL・クラブでイアン・シャファーとノンタイトル6回戦で対戦し、4回KO勝ちを収めた。
2003年6月27日、パースのノースブリッジでクリス・コラードと対戦し初防衛に成功した。
2003年7月28日、パースのWAイタリアン・クラブで行われたオーストラリアスーパーウェルター級王座決定戦でスティーブン・エングと対戦し、8回TKO勝ちを収め王座を獲得した。
2004年2月5日、パースのWAイタリアン・クラブで行われたWBFインターナショナルミドル級王座決定戦でエルビン・マルブンと対戦し、5回1分33秒TKO勝ちを収め王座を獲得した。
2004年3月21日、シャナン・テイラーの王座返上に伴いパースのチャレンジスタジアムでニック・ルンドとPABAスーパーウェルター級王座決定戦を行い、4回TKO勝ちを収め王座獲得に成功した。
2004年5月21日、シドニーのホームブッシュ・ベイでイアン・マクレードと対戦し、12回2-1（117-111、119-111、116-117）の判定勝ちを収めPABA王座の初防衛に成功した。
2004年7月9日、シドニーのホームブッシュ・ベイでフレッド・キヌティアとWBOアジア太平洋スーパーウェルター級王座決定戦を行い、キヌティアが8回終了時に棄権した為王座獲得に成功した。
2004年12月12日、シティ・オブ・ペンリスのパンサーズ・ワールド・オブ・エンターテインメントでジョシュ・クレンショーとオーストラリアミドル級王座決定戦を行い、10回3-0（99-95、2者が96-95）の判定勝ちを収め王座獲得に成功した。
2007年4月28日、パースのスビアコでピーター・カジーの王座返上に伴いリー・オッティとPABAスーパーウェルター級王座決定戦を行い、5回2分55秒KO勝ちを収め2年9ヵ月ぶりとなる王座返り咲きに成功した。
2007年8月31日、パンチボウルのクロアチアンクラブでアントン・ソロコフと対戦し、1回1分46秒KO勝ちを収め初防衛に成功した。
2007年12月14日、キャンベルタウンでダニエル・ゲールとIBO世界ミドル級王座決定戦を行い、プロ初黒星となる0-3（2者が110-120、109-119）の判定負けを喫し王座獲得に失敗、デビュー以来の連勝も29でストップした。
2008年5月4日、カルグーリーでシントゥン・キャットブサバとPABAスーパーウェルター級王座決定戦を行い、8回1分42秒TKO勝ちを収め王座獲得に成功した。
2008年9月20日、パースのカニングベールでPABA王座の防衛戦とWBAパンアフリカンスーパーウェルター級王座決定戦をウェルカム・ニジンギラと行い、12回3-0（117-111、118-110、116-112）の判定勝ちを収めPABA王座の初防衛に成功、WBAパンアフリカン王座の獲得にも成功した。
2008年10月11日、パースのパース・コンベンション・アンド・エキシビジョン・センターでプラサクダ・シンワンチャーと対戦し、初回1分49秒KO勝ちを収めPABA王座の2度目の防衛に成功した。
2009年2月1日、パースのWAイタリアン・クラブでPABA王座の防衛戦とIBFパンパシフィックスーパーウェルター級王座決定戦をアリエル・ヘラルド・アパリシオと行い、3回37秒KO勝ちを収めPABA王座は3度目の防衛、IBFパンパシフィック王座を獲得した。
2010年5月14日、カリフォルニア州サンタバーバラ郡サンタイネスのチュマッシュ・カジノでWBO世界スーパーウェルター級王者のセルゲイ・ジンジラクと対戦し、10回2分12秒TKO負けを喫し王座獲得に失敗した。
2010年5月19日、西オーストラリア州ジューンダラップのジューンダラップ・アリーナでキング・デビッドソンの王座剥奪に伴いフランク・ロポルトとPABAスーパーウェルター級王座決定戦を行い、12回0-3（2者が112-116、111-117）の判定負けを喫し王座獲得に失敗した。
2011年7月23日、パースのWAイタリアン・クラブでヴァージル・カラコダとPABAスーパーウェルター級暫定王座決定戦を行い、12回1-1（113-115、116-112、114-114）の判定で引き分けたため王座獲得に失敗した。
2011年12月9日、パースのWAイタリアン・クラブでフランク・ロポルトの王座返上に伴い空位のPABAスーパーウェルター級並びにWBAパンアフリカンスーパーウェルター級王座決定戦をヴァージル・カラコダと再戦し、12回2-0（116-112、114-114、115-113）の判定勝ちを収めPABA王座への返り咲くと共にWBAパンアフリカン王座への3年ぶりの返り咲きとなった。
2012年8月17日、パースのWAイタリアン・クラブでマルコ・トゥフムリーと対戦し、5回2分58秒KO勝ちを収めPABA王座の初防衛に成功し、PABAからスーパー王座に認定された。
2012年12月16日、パースのWAイタリアン・クラブでエウセビオ・バルアルテと対戦し、3回KO勝ちを収め、PABA王座の2度目の防衛に成功した。
2013年9月20日、パースのWAイタリアン・クラブでPABA王座の防衛戦とWBF世界スーパーウェルター級王座決定戦をアレックス・ブネマと行い、12回3-0（117-111、117-110、114-113）の判定勝ちを収めPABA王座の3度目の防衛に成功、WBF王座の獲得にも成功した。
2014年8月22日、アメリカ合衆国カリフォルニア州テメキュラのペチャンガ・リゾート・アンド・カジノ内ペチャンガ・サミットにて元WBA世界スーパーウェルター級王者のオースティン・トラウトとスーパーウェルター級契約10回戦を行い、10回0-3（3者とも90-97）の判定負けを喫した。
2015年3月7日、マカオのザ・ベネチアン・マカオ内にあるコタイ・アリーナでNABO北米スーパーウェルター級王者のグレン・タピアと対戦し、3回1分42秒TKO負けを喫し王座獲得に失敗した。

## 戦績
| キックボクシング 戦績 | キックボクシング 戦績 | キックボクシング 戦績 | キックボクシング 戦績 | キックボクシング 戦績 | キックボクシング 戦績 | キックボクシング 戦績 |
| --------------------- | --------------------- | --------------------- | --------------------- | --------------------- | --------------------- | --------------------- |
| 65 試合               | (T)KO                 | 判定                  | その他                | 引き分け              | 無効試合              |                       |
| 53 勝                 | 31                    |                       |                       | 0                     | 0                     |                       |
| 12 敗                 |                       |                       |                       | 0                     | 0                     |                       |

| 勝敗 | 対戦相手                 | 試合結果                  | 大会名                                              | 開催年月日     |
| ×    | ブルース・マクフィー     | 判定                      | NO CONTEST                                          | 2008年10月24日 |
| ×    | マイク・ザンビディス     | 5R終了 判定1-2            | NO RESPECT 4 【A1世界ミドル級タイトルマッチ】       | 2008年3月3日   |
| ○    | ブルース・マクフィー     | 3R 2:59 TKO               | XPLOSION SUPER FIGHT GoldCoast                      | 2007年6月22日  |
| ○    | ジョーダン・タイ         | 3R終了 判定3-0            | K-1 WORLD MAX 2007 〜世界最終選抜〜                 | 2007年4月4日   |
| ×    | アンディ・サワー         | 3R終了 判定0-3            | SHOOT BOXING WORLD TOURNAMENT S-cup 2006 【準決勝】 | 2006年11月3日  |
| ○    | ヴァージル・カラコダ     | 3R終了 判定3-0            | SHOOT BOXING WORLD TOURNAMENT S-cup 2006 【1回戦】  | 2006年11月3日  |
| ○    | パク・ビョンキュ         | 3R終了 判定               | XPLOSION SUPER FIGHT 14                             | 2006年8月18日  |
| ○    | 小次郎                   | 3R終了 判定2-0            | K-1 WORLD MAX 2003 〜世界王者対抗戦〜               | 2003年11月18日 |
| ○    | ガンター・バーレン       | 5R終了 判定3-0            | シュートボクシング「"S" of the world」              | 2003年2月2日   |
| ○    | レイランド・マホーニー   | 4R KO                     | X PLOSION Boonchu S-cup                             | 2002年12月15日 |
| ×    | 鄭裕蒿（ジョン・イーゴ） | 3R 1:04 TKO（タオル投入） | SHOOT BOXING WORLD TOURNAMENT S-cup 2002 【準決勝】 | 2002年7月7日   |
| ○    | 後藤龍治                 | 3R終了 判定3-0            | SHOOT BOXING WORLD TOURNAMENT S-cup 2002 【1回戦】  | 2002年7月7日   |
| ×    | 土井広之                 | 5R終了 判定0-3            | SHOOT BOXING「Be a Champ 4th. stage」               | 2001年11月20日 |
| ○    | シェイン・チャップマン   | 2R TKO                    | Judgement Day II Super 8【決勝】                    | 2001年7月15日  |
| ○    | サム・ソリマン           | 3R終了 判定               | Judgement Day II Super 8【準決勝】                  | 2001年7月15日  |
| ○    | アンドリュー・コーグ     | 2R KO                     | Judgement Day II Super 8【準々決勝】                | 2001年7月15日  |
| ○    | 緒形健一                 | 3R TKO                    | X-PLOSION ON JUPITER                                | 2001年7月8日   |
| ○    | 小比類巻貴之             | 5R終了 判定2-0            | Wolf Revolution 〜Second Wave〜                     | 2001年1月12日  |
| ○    | ジョン・ウェイン・パー   | 4R延長判定                | Judgement Day Super 8                               | 2000年4月2日   |
| ×    | ジョン・ウェイン・パー   | 判定                      | XPLOSION 1                                          | 1999年5月23日  |

### プロボクシング
| プロボクシング 戦績 | プロボクシング 戦績 | プロボクシング 戦績 | プロボクシング 戦績 | プロボクシング 戦績 | プロボクシング 戦績 | プロボクシング 戦績 |
| ------------------- | ------------------- | ------------------- | ------------------- | ------------------- | ------------------- | ------------------- |
| 46 試合             | (T)KO               | 判定                | その他              | 引き分け            | 無効試合            |                     |
| 40 勝               | 26                  | 14                  | 0                   | 1                   | 0                   |                     |
| 5 敗                | {{{KOloss}}}        | 3                   | 0                   | 1                   | 0                   |                     |

| 戦           | 日付           | 勝敗 | 時間     | 内容    | 対戦相手                                 | 国籍             | 備考                                                                                |
| ------------ | -------------- | ---- | -------- | ------- | ---------------------------------------- | ---------------- | ----------------------------------------------------------------------------------- |
| 1            | 2002年11月9日  | 勝利 | 3R       | TKO     | マイケル・キルマレー                     | オーストラリア   | プロデビュー戦                                                                      |
| 2            | 2003年1月9日   | 勝利 | 3R       | TKO     | ハンドリック・アリトナン                 | インドネシア     |                                                                                     |
| 3            | 2003年2月21日  | 勝利 | 1R       | KO      | バリー・ハンコック                       | オーストラリア   |                                                                                     |
| 4            | 2003年3月15日  | 勝利 | 6R       | 判定3-0 | ゲリー・コマー                           | オーストラリア   |                                                                                     |
| 5            | 2003年4月24日  | 勝利 | 7R       | TKO     | フランク・マルザーノ                     | オーストラリア   | 西オーストラリア州スーパーウェルター級王座決定戦                                    |
| 6            | 2003年5月30日  | 勝利 | 7R       | TKO     | ムーホーディ                             | インドネシア     |                                                                                     |
| 7            | 2003年6月13日  | 勝利 | 4R       | KO      | イアン・シャファー                       | オーストラリア   |                                                                                     |
| 8            | 2003年6月27日  | 勝利 | 3R       | TKO     | クリス・コラード                         | オーストラリア   | 西オーストラリア州スーパーウェルター級王座防衛1                                     |
| 9            | 2003年7月28日  | 勝利 | 8R       | TKO     | スティーブン・エング                     | オーストラリア   | オーストラリアスーパーウェルター級王座決定戦                                        |
| 10           | 2003年8月15日  | 勝利 | 10R      | 判定2-0 | ヤシール・シアジャン                     | インドネシア     |                                                                                     |
| 11           | 2003年10月3日  | 勝利 | 6R       | 判定3-0 | マイク・コープ                           | オーストラリア   |                                                                                     |
| 12           | 2004年2月15日  | 勝利 | 5R       | KO      | エルビン・マルブン                       | インドネシア     | WBFインターナショナルミドル級王座決定戦                                             |
| 13           | 2004年3月21日  | 勝利 | 4R       | TKO     | ニック・ルンド                           | オーストラリア   | PABAスーパーウェルター級王座決定戦                                                  |
| 14           | 2004年5月21日  | 勝利 | 12R      | 判定2-1 | イアン・マクレード                       | オーストラリア   | PABAスーパーウェルター級王座防衛1                                                   |
| 15           | 2004年7月9日   | 勝利 | 8R       | TKO     | フレッド・キヌティア                     | オーストラリア   | WBOアジア太平洋スーパーウェルター級王座決定戦                                       |
| 16           | 2004年9月8日   | 勝利 | 2R       | TKO     | チャオワリス・ジョッキージム             | タイ             |                                                                                     |
| 17           | 2004年10月13日 | 勝利 | 1R       | KO      | ファバンチャ・シスサローン               | タイ             |                                                                                     |
| 18           | 2004年12月12日 | 勝利 | 10R      | 判定3-0 | ジョシュ・クレンショー                   | オーストラリア   | オーストラリアミドル級王座決定戦                                                    |
| 19           | 2005年3月3日   | 勝利 | 5R       | KO      | ジャック・スロデイ                       | インドネシア     |                                                                                     |
| 20           | 2005年4月22日  | 勝利 | 10R      | 判定3-0 | デビッド・コスワラ                       | インドネシア     |                                                                                     |
| 21           | 2005年7月3日   | 勝利 | 8R       | 判定3-0 | ホルヘ・ダリオ・デビッド・ゴメス・ペレス | パラグアイ       |                                                                                     |
| 22           | 2005年8月7日   | 勝利 | 10R      | 判定3-0 | ジョシュ・クレンショー                   | オーストラリア   |                                                                                     |
| 23           | 2005年12月11日 | 勝利 | 4R       | TKO     | マイク・ワンプラサート                   | タイ             |                                                                                     |
| 24           | 2006年9月20日  | 勝利 | 2R       | TKO     | ディンド・カスタナレス                   | フィリピン       |                                                                                     |
| 25           | 2006年12月2日  | 勝利 | 2R       | KO      | アブヘイ・チャンド                       | フィジー         |                                                                                     |
| 26           | 2007年2月17日  | 勝利 | 6R       | 判定3-0 | ジャクリット・スワンナリード             | タイ             |                                                                                     |
| 27           | 2007年3月24日  | 勝利 | 2R       | TKO     | サクナロン・チャチョティラット           | タイ             |                                                                                     |
| 28           | 2007年4月28日  | 勝利 | 5R 2:55  | TKO     | リー・オッティ                           | ニュージーランド | PABAスーパーウェルター級王座決定戦                                                  |
| 29           | 2007年8月31日  | 勝利 | 1R 1:46  | TKO     | アントン・ソロコフ                       | ロシア           | PABAスーパーウェルター級王座防衛1                                                   |
| 30           | 2007年12月14日 | 敗北 | 12R      | 判定0-3 | ダニエル・ゲール                         | オーストラリア   | IBO世界ミドル級タイトルマッチ                                                       |
| 31           | 2008年5月4日   | 勝利 | 8R 1:42  | TKO     | シントゥン・キャットブサバ               | タイ             | PABAスーパーウェルター級王座決定戦                                                  |
| 33           | 2008年9月20日  | 勝利 | 12R      | 判定3-0 | ウェルカム・ニジンギラ                   | 南アフリカ       | WBAパンアフリカンスーパーウェルター級王座決定戦 PABAスーパーウェルター級王座防衛1   |
| 34           | 2008年10月11日 | 勝利 | 1R 1:49  | KO      | プラサクダ・シンワンチャー               | タイ             | PABAスーパーウェルター級王座防衛2                                                   |
| 35           | 2009年2月1日   | 勝利 | 3R 0:37  | KO      | アリエル・ヘラルド・アパリシオ           | アルゼンチン     | IBFパンパシフィックスーパーウェルター級王座決定戦 PABAスーパーウェルター級王座防衛3 |
| 36           | 2010年5月14日  | 敗北 | 10R 2:12 | TKO     | セルゲイ・ジンジラク                     | ウクライナ       | WBO世界スーパーウェルター級タイトルマッチ                                           |
| 37           | 2010年10月9日  | 敗北 | 12R      | 判定0-3 | フランク・ロポルト                       | オーストラリア   | PABAスーパーウェルター級王座決定戦                                                  |
| 38           | 2010年12月12日 | 勝利 | 8R       | 判定3-0 | ジェイソン・リホーラー                   | アメリカ         |                                                                                     |
| 39           | 2011年3月12日  | 敗北 | 8R       | 判定2-0 | アーネル・ティナンペイ                   | フィリピン       |                                                                                     |
| 40           | 2011年7月23日  | 引分 | 12R      | 判定1-1 | ヴァージル・カラコダ                     | 南アフリカ       | PABAスーパーウェルター級暫定王座決定戦                                              |
| 41           | 2011年12月9日  | 勝利 | 12R      | 判定3-0 | ヴァージル・カラコダ                     | 南アフリカ       | PABAスーパーウェルター級王座決定戦 WBAパンアフリカンスーパーウェルター級王座決定戦  |
| 42           | 2012年8月17日  | 勝利 | 5R 2:58  | KO      | マルコ・トゥフムリー                     | インドネシア     | PABAスーパーウェルター級王座防衛1                                                   |
| 43           | 2012年12月16日 | 勝利 | 3R       | KO      | エウセビオ・バルアルテ                   | フィリピン       | PABAスーパーウェルター級王座防衛2                                                   |
| 44           | 2013年9月20日  | 勝利 | 12R      | 判定3-0 | アレックス・ブネマ                       | コンゴ           | PABAスーパーウェルター級王座防衛3 WBF世界スーパーウェルター級王座決定戦             |
| 45           | 2014年8月22日  | 敗北 | 12R      | 判定0-3 | オースティン・トラウト                   | アメリカ         |                                                                                     |
| 46           | 2015年3月7日   | 敗北 | 3R 1:42  | TKO     | グレン・タピア                           | アメリカ         | NABO北米スーパーウェルター級タイトルマッチ                                          |
| テンプレート |                |      |          |         |                                          |                  |                                                                                     |

## 獲得タイトル
- キックボクシング
  - Judgement Day II Super 8 優勝
  - WMTA世界スーパーウェルター級王座
  - ISKAムエタイ世界スーパーウェルター級王座
- ボクシング
  - 西オーストラリア州スーパーウェルター級王座（1度防衛）
  - オーストラリアスーパーウェルター級王座
  - WBFインターナショナルミドル級王座
  - 第8代PABAスーパーウェルター級王座（1度防衛）
  - オーストラリアミドル級王座
  - 第2代WBOアジア太平洋スーパーウェルター級王座
  - 第2代WBAパンアフリカンスーパーウェルター級王座
  - IBFパンパシフィックスーパーウェルター級王座
  - 第12代PABAスーパーウェルター級王座（防衛1度）
  - 第13代PABAスーパーウェルター級王座（防衛3度）
  - 第16代PABAスーパーウェルター級王座（防衛1度→スーパー王座に認定）
  - PABAスーパーウェルター級スーパー王座（防衛2度）
  - 第4代WBAパンアフリカンスーパーウェルター級王座
  - WBF世界スーパーウェルター級王座